# Martín Payero
Martín Ismael Payero (Pascanas, 11 de septiembre de 1998) es un futbolista argentino que juega como centrocampista en el Udinese Calcio de la Serie A.

## Trayectoria

### Inicios
Jugó desde los 5 años en Independiente de Pascanas, participando también de la liga villamariense de baby futbol en clubes como El Santo y B.F. San Martin, tuvo un paso por las inferiores de River Plate un año fue su estadía, quedó libre hasta llegar a las divisiones inferiores del Club Atlético Banfield.

### C. A. Banfield
Apareció en el primer equipo en 2017. Hizo su debut profesional el 4 de diciembre en la derrota 2 a 1 de visitante contra San Martín de San Juan, ingresando en los últimos 5 minutos del partido.

#### Préstamo a Talleres de Córdoba
En la temporada 2018/19 el técnico Hernán Crespo decidió no tenerlo en cuenta y el jugador tuvo que irse a préstamo a Talleres, en una operación que incluyó a Junior Arias, cedido por un año y con una opción de compra de US$ 1.500.000 por la mitad de su ficha.
Después de su paso por el conjunto cordobés, volvió para disputar la Copa Maradona para Club Atlético Banfield en la cual fue el pilar fundamental del subcampeonato del equipo dirigido tácticamente por Javier Sanguinetti con 8 asistencias y 1 gol.

### Middlesbrough Football Club
Tras su participación en los Juegos Olímpicos de Tokio 2020, se marchó al fútbol europeo firmando por tres años con el Middlesbrough F. C. Allí jugó diecisiete partidos y convirtió un tanto y una asistencia para el club inglés.

#### Préstamo a Boca Juniors
En julio del año 2022, el mediocampista llegó a Boca Juniors en condición de préstamo. En octubre de ese mismo año, Payero marcó su primer gol con la camiseta del Xeneize, el tanto fue frente a Aldosivi por la fecha 24 del campeonato de Primera División 2022.

## Selección nacional
En el año 2020, Payero, fue convocado para disputar con la selección de fútbol sub-23, los Juegos Olímpicos de Tokio. Se desempeñó en tres partidos con la misma

### Sub-23

#### Participaciones en Juegos Olímpicos
| Torneo                | Sede  | Resultado      | Partidos | Goles |
| --------------------- | ----- | -------------- | -------- | ----- |
| Juegos Olímpicos 2020 | Tokio | Fase de grupos | 3        | 0     |

## Clubes
| Club                  | País       | Año       |
| --------------------- | ---------- | --------- |
| Banfield              | Argentina  | 2017-2021 |
| Talleres (C) (cedido) | Argentina  | 2019      |
| Middlesbrough         | Inglaterra | 2021-2023 |
| Boca Juniors (cedido) | Argentina  | 2022-2023 |
| Udinese               | Italia     | 2023-Act. |

## Estadísticas
- Actualizado hasta el último partido disputado el 26 de mayo de 2025.

| Club | Div.                | Temporada           | Liga  | Liga  | Liga   | Copas (1) | Copas (1) | Copas (1) | Internacional (2) | Internacional (2) | Internacional (2) | Total | Total | Total  |
| Club | Div.                | Temporada           | Part. | Goles | Asist. | Part.     | Asist.    | Goles     | Part.             | Goles             | Asist.            | Part. | Goles | Asist. |
| --- | ------------------- | ------------------- | ----- | ----- | ------ | --------- | --------- | --------- | ----------------- | ----------------- | ----------------- | ----- | ----- | ------ |
| Banfield Argentina | 1.ª                 | 2017/18             | 4     | 0     | 0      | —         | —         | —         | —                 | —                 | —                 | 4     | 0     | 0      |
| Banfield Argentina | 1.ª                 | 2018/19             | 10    | 0     | 1      | 3         | 0         | 1         | 1                 | 0                 | 0                 | 14    | 1     | 1      |
| Banfield Argentina | 1.ª                 | 2019                | 1     | 0     | 0      | —         | —         | —         | —                 | —                 | —                 | 1     | 0     | 0      |
| Banfield Argentina | 1.ª                 | 2020/21             | —     | —     | —      | 24        | 11        | 1         | —                 | —                 | —                 | 24    | 1     | 11     |
| Banfield Argentina | Total club          | Total club          | 15    | 0     | 1      | 27        | 11        | 2         | 1                 | 0                 | 0                 | 43    | 2     | 12     |
| Talleres (C) Argentina | 1.ª                 | 2019/20             | 16    | 1     | 0      | 2         | 0         | 0         | —                 | —                 | —                 | 18    | 1     | 0      |
| Talleres (C) Argentina | Total club          | Total club          | 16    | 1     | 0      | 2         | 0         | 0         | —                 | —                 | —                 | 18    | 1     | 0      |
| Middlesbrough Inglaterra | 2.ª                 | 2021/22             | 13    | 1     | 1      | 2         | 0         | 0         | —                 | —                 | —                 | 15    | 1     | 1      |
| Middlesbrough Inglaterra | 2.ª                 | 2023                | —     | —     | —      | 1         | 0         | 0         | —                 | —                 | —                 | 1     | 0     | 0      |
| Middlesbrough Inglaterra | Total club          | Total club          | 13    | 1     | 1      | 3         | 0         | 0         | —                 | —                 | —                 | 16    | 1     | 1      |
| Boca Juniors Argentina | 1.ª                 | 2022                | 15    | 1     | 0      | 2         | 0         | 0         | —                 | —                 | —                 | 17    | 1     | 0      |
| Boca Juniors Argentina | 1.ª                 | 2023                | 10    | 4     | 0      | 1         | 0         | 0         | 4                 | 0                 | 1                 | 15    | 4     | 1      |
| Boca Juniors Argentina | Total club          | Total club          | 25    | 5     | 0      | 3         | 0         | 0         | 4                 | 0                 | 1                 | 32    | 5     | 1      |
| Udinese · Italia | 1.ª                 | 2023-24             | 30    | 2     | 3      | -         | -         | -         | —                 | —                 | —                 | 30    | 2     | 3      |
| Udinese · Italia | 1.ª                 | 2024-25             | 25    | 1     | 1      | 3         | 0         | 1         | —                 | —                 | —                 | 28    | 1     | 2      |
| Udinese · Italia | Total club          | Total club          | 55    | 3     | 4      | 3         | 0         | 1         | 0                 | 0                 | 0                 | 58    | 3     | 5      |
| Total en su carrera | Total en su carrera | Total en su carrera | 122   | 10    | 7      | 38        | 11        | 3         | 5                 | 0                 | 1                 | 169   | 12    | 20     |
| (1) Las copas nacionales se refiere a la Copa Argentina a la Copa de la Superliga y la Copa de la Liga Profesional. (2) Las copas internacionales se refiere a la Copa Sudamericana y Copa Libertadores. |                     |                     |       |       |        |           |           |           |                   |                   |                   |       |       |        |

## Palmarés

### Campeonatos nacionales
| Título              | Equipo       | País      | Año  |
| ------------------- | ------------ | --------- | ---- |
| Primera División    | Boca Juniors | Argentina | 2022 |
| Supercopa Argentina | Boca Juniors | Argentina | 2022 |